# Bitwa pod Żabinką (VII 1920)

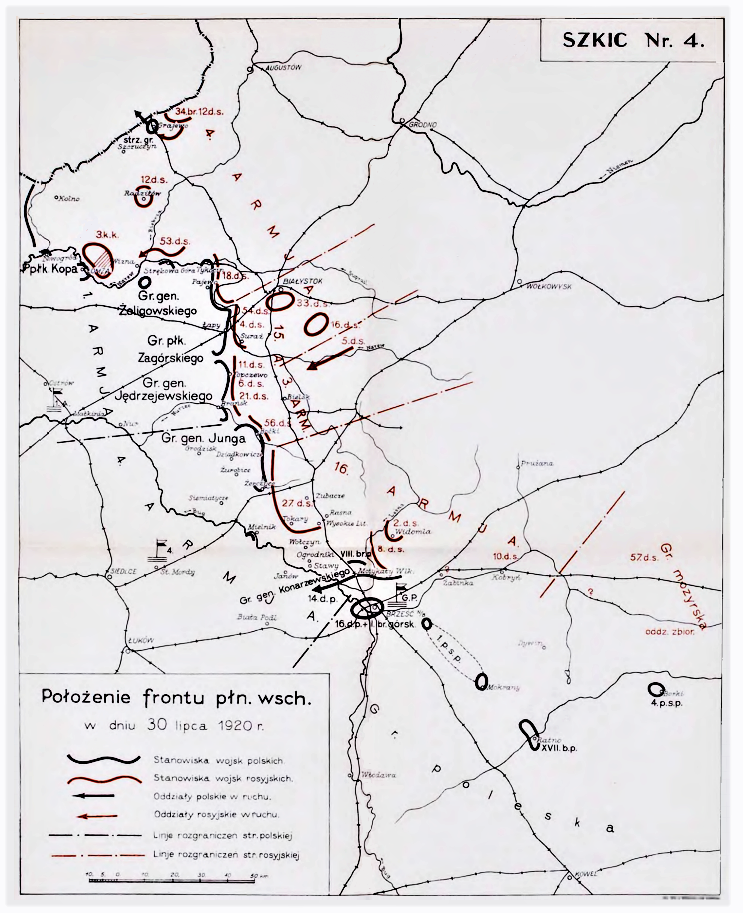
Położenie Frontu Północno-Wschodniego w dniu 30 lipca 1920 r.

Bitwa pod Żabinką – walki polskiego 63 pułku piechoty kpt. Władysława Koczorowskiego z oddziałami sowieckiej 10 Dywizji Strzelców czasie lipcowej ofensywy Frontu Zachodniego Michaiła Tuchaczewskiego podczas wojny polsko-bolszewickiej.

## Położenie wojsk przed bitwą
W pierwszej dekadzie lipca przełamany został front polski nad Autą, a wojska Frontu Północno-Wschodniego gen. Stanisława Szeptyckiego cofały się pod naporem ofensywy Michaiła Tuchaczewskiego.
Naczelne Dowództwo Wojska Polskiego nakazało powstrzymanie wojsk sowieckiego Frontu Zachodniego na linii dawnych okopów niemieckich z okresu I wojny światowej.
Sytuacja operacyjna, a szczególnie upadek Wilna i obejście pozycji polskich od północy, wymusiła dalszy odwrót wojsk polskich.
1 Armia gen. Gustawa Zygadłowicza cofała się nad Niemen, a 4 Armia nad Szczarę, a Grupa Poleska na Kanał Ogińskiego i Pińsk.
Obrona wojsk polskich na linii Niemna i Szczary również nie spełniła oczekiwań. W walce z przeciwnikiem oddziały polskie poniosły duże straty i zbyt wcześnie zaczęły wycofanie na linię Bugu.
W końcu lipca Front Północno-Wschodni znajdował się w odwrocie na linię Bugu i Narwi. Grupa gen. Władysława Junga została zepchnięta za Narew, a grupa gen. Daniela Konarzewskiego stała między Prużaną a Berezą Kartuską. Między obiema grupami podległymi 4 Armii wytworzyła się kilkudziesięciokilometrowa luka, w którą wtargnęły sowieckie 2 i 17 Dywizje Strzelców. Po obu stronach linii kolejowej Łuniniec – Brześć cofała się Grupa Poleska gen. Władysława Sikorskiego. Odwrót wojsk gen. Sikorskiego nie był wymuszony działaniami przeciwnika, ale wydarzeniami na północnym odcinku frontu.
Plan polskiego Naczelnego Dowództwa zakładał, że 1. i 4 Armia oraz Grupa Poleska do 5 sierpnia będą bronić linii Narew – Orlanka oraz Leśna – Brześć i w ten sposób umożliwią przygotowanie kontrofensywy z rejonu Brześcia na lewe skrzydło wojsk Frontu Zachodniego Michaiła Tuchaczewskiego. Rozstrzygającą operację na linii Bug, Ostrołęka, Omulew doradzał też gen. Maxime Weygand.
Warunkiem powodzenia było utrzymanie posiadającej wielkie znaczenie strategiczne Twierdzy Brzeskiej oraz pobicie 1 Armii Konnej Siemiona Budionnego, co umożliwiłoby ściągnięcie nad Bug części sił polskich z Galicji.

## Walki pod Żabinką
27 lipca Grupa Poleska otrzymała zadanie wycofania się w rejon Brześcia i utrzymania przedmościa na wschodnim brzegu Bugu. Przedmoście stanowić miało podstawę do przyszłych polskich działań ofensywnych. Gen. Władysław Sikorski opóźnił odwrót o jeden dzień, osłaniając lewe skrzydło 3 Armii walczącej w Galicji.
16 Dywizja Piechoty gen. Stanisława Skrzyńskiego maszerowała z Kobrynia na Żabinkę.
63 pułk piechoty cofał się wzdłuż toru kolejowego na Żabinkę. Tor patrolowały pociągi pancerne „Poznańczyk" i „Danuta".
30 lipca idący w ariergardzie III batalion 63 pułk piechoty przed Żabinką wszedł w kontakt ogniowy z oddziałami sowieckiej 10 Dywizji Strzelców.
Batalion zajął stanowiska ogniowe za nasypem kolejowym i przyjął walkę. W tym czasie na tyły atakujących wojsk sowieckich uderzył II batalion, a chwilę później z pozycji obronnej także III batalion. Jednocześnie  z Bogusławic uderzyła  kompania 66 pułku piechoty z zadaniem otwarcia drogi odwrotu pułku z  kierunku Ogrodnik.

## Bilans walk
Pod Żabinką bataliony 63 pułku piechoty odniosły spektakularne zwycięstwo. Atakowane z kilku stron oddziały sowieckiej 10 Dywizji Strzelców poniosły dotkliwą porażkę tracąc jeńców i 12 ckm. Odbito także z rąk sowieckich zdobyty przez nich poprzedniego dnia tabor 66 pułku piechoty.